# Марко Симеонов
Марко Симеонов (Симонов) – Плешка е български революционер, дебърски селски войвода на Вътрешната македоно-одринска революционна организация.

## Биография
Марко Симеонов е роден през 1866 година в дебърското село Галичник, тогава в Османската империя. Остава без образование, присъединява се към ВМОРО през 1893 година и действа като куриер. През Илинденско-Преображенското въстание е войвода на чета в Дебърско. Между 1904 и 1906 година е легален работник и куриер в родния си край, а между 1906 и 1910 година в Ениджевардарско, Солунско и Воденско, където активно подпомага Апостол войвода и Ичко Димитров.
През Балканската война е доброволец в Нестроевата рота на I дебърска дружина от Македоно-одринското опълчение заедно със сина си Стоян Марков Плешка. Става активен член на Илинденската организация. Умира в София на 26 октомври или ноември 1933 година.